# Nupserha multimaculata
Nupserha multimaculata är en skalbaggsart som beskrevs av Maurice Pic 1939. Nupserha multimaculata ingår i släktet Nupserha och familjen långhorningar.
Artens utbredningsområde är Laos. Inga underarter finns listade i Catalogue of Life.